# NGC 2393
NGC 2393 ist eine Spiralgalaxie vom Hubble-Typ Sc im Sternbild Zwillinge auf der Ekliptik. Sie ist schätzungsweise 217 Millionen Lichtjahre von der Milchstraße entfernt und hat einen Durchmesser von etwa 80.000 Lj.
Im selben Himmelsareal befinden sich u. a. die Galaxien NGC 2385, NGC 2388, NGC 2389.
Das Objekt wurde am 7. Februar 1885 von dem Astronomen Edouard Stephan entdeckt.